# جذب

(a)درجذبش گاز-مایع (b) برجذبش جامد-مایع

جذب (به انگلیسی: Sorption) فرایندی شیمیایی و فیزیکی است که در طی آن یک ماده بر دیگری می‌چسبد. گونه‌های ویژه جذب در زیر آمده‌اند:
- برجذبش (به انگلیسی: Adsorption) یا جذب سطحی،  فرایند جذب اتم‌ها یا مولکول‌های موجود در یک مایع یا گاز در تماس با یک سطح جامد است. این جذب به وسیلهٔ نیروهای چسبندگی و همدوسی روی می‌دهد.
- درجذبش (به انگلیسی: Absorption) فرایندی فیزیکی یا شیمیایی است که طی آن اتم ها،مولکول ها یا یون ها در توده ماده اعم از گاز، مایع یا جامد جذب می‌شود.
- بازجذب (به انگلیسی: Resorption) یا جذب عمقی، که جذب یک ماده به‌وسیله سلول زیستی است.
- جابجایی یون (به انگلیسی: Ion exchange)